# 大果五味子
大果五味子（学名：Schisandra macrocarpa）是属于五味子科五味子属的一种木本经济植物。
本种分布于中国云南东南部的热带地区，为多年生木质大藤本，高达10多米，有明显的老茎生花现象。2011年由中国科学院植物研究所与昆明植物研究所合作发表。